# Rayong
Rayong (tiếng Thái: ระยอง, phát âm [rā.jɔ̄ːŋ]) là một thành phố (thesaban nakhon) nằm ở bên bờ vịnh Thái Lan, duyên hải phía đông của Thái Lan. Rayong là tỉnh lị của tỉnh Rayong. Thành phố này nằm trên địa giới của tambon Tha Pradu và Pak Nam và một phần của tambon Choeng Noen và Noen Phra, tất cả đều thuộc huyện Mueang Rayong. Dân số Rayong năm 2005 là 54.641 người.
Ngành nghề chính của thành phố này là sản xuất nước mắm.

## Khí hậu
| Dữ liệu khí hậu của Rayong (1981–2010) | Dữ liệu khí hậu của Rayong (1981–2010) | Dữ liệu khí hậu của Rayong (1981–2010) | Dữ liệu khí hậu của Rayong (1981–2010) | Dữ liệu khí hậu của Rayong (1981–2010) | Dữ liệu khí hậu của Rayong (1981–2010) | Dữ liệu khí hậu của Rayong (1981–2010) | Dữ liệu khí hậu của Rayong (1981–2010) | Dữ liệu khí hậu của Rayong (1981–2010) | Dữ liệu khí hậu của Rayong (1981–2010) | Dữ liệu khí hậu của Rayong (1981–2010) | Dữ liệu khí hậu của Rayong (1981–2010) | Dữ liệu khí hậu của Rayong (1981–2010) | Dữ liệu khí hậu của Rayong (1981–2010) |
| Tháng                                  | 1                                      | 2                                      | 3                                      | 4                                      | 5                                      | 6                                      | 7                                      | 8                                      | 9                                      | 10                                     | 11                                     | 12                                     | Năm                                    |
| -------------------------------------- | -------------------------------------- | -------------------------------------- | -------------------------------------- | -------------------------------------- | -------------------------------------- | -------------------------------------- | -------------------------------------- | -------------------------------------- | -------------------------------------- | -------------------------------------- | -------------------------------------- | -------------------------------------- | -------------------------------------- |
| Cao kỉ lục °C (°F)                     | 37.0 (98.6)                            | 37.5 (99.5)                            | 37.9 (100.2)                           | 40.0 (104.0)                           | 39.5 (103.1)                           | 38.0 (100.4)                           | 38.0 (100.4)                           | 38.0 (100.4)                           | 37.3 (99.1)                            | 37.2 (99.0)                            | 37.3 (99.1)                            | 37.5 (99.5)                            | 40.0 (104.0)                           |
| Trung bình ngày tối đa °C (°F)         | 31.9 (89.4)                            | 32.5 (90.5)                            | 33.2 (91.8)                            | 34.3 (93.7)                            | 33.6 (92.5)                            | 32.7 (90.9)                            | 32.3 (90.1)                            | 32.0 (89.6)                            | 31.9 (89.4)                            | 32.3 (90.1)                            | 32.6 (90.7)                            | 32.0 (89.6)                            | 32.6 (90.7)                            |
| Trung bình ngày °C (°F)                | 26.2 (79.2)                            | 27.9 (82.2)                            | 29.0 (84.2)                            | 30.0 (86.0)                            | 29.8 (85.6)                            | 29.4 (84.9)                            | 29.0 (84.2)                            | 28.8 (83.8)                            | 28.2 (82.8)                            | 27.6 (81.7)                            | 27.2 (81.0)                            | 26.0 (78.8)                            | 28.3 (82.9)                            |
| Tối thiểu trung bình ngày °C (°F)      | 21.5 (70.7)                            | 24.5 (76.1)                            | 26.2 (79.2)                            | 27.1 (80.8)                            | 26.9 (80.4)                            | 26.8 (80.2)                            | 26.5 (79.7)                            | 26.4 (79.5)                            | 25.4 (77.7)                            | 24.5 (76.1)                            | 23.3 (73.9)                            | 21.3 (70.3)                            | 25.0 (77.0)                            |
| Thấp kỉ lục °C (°F)                    | 14.5 (58.1)                            | 16.5 (61.7)                            | 17.5 (63.5)                            | 22.6 (72.7)                            | 22.3 (72.1)                            | 21.5 (70.7)                            | 22.0 (71.6)                            | 22.5 (72.5)                            | 21.7 (71.1)                            | 18.3 (64.9)                            | 17.0 (62.6)                            | 13.3 (55.9)                            | 13.3 (55.9)                            |
| Lượng mưa trung bình mm (inches)       | 20.7 (0.81)                            | 36.5 (1.44)                            | 70.3 (2.77)                            | 81.6 (3.21)                            | 198.6 (7.82)                           | 165.1 (6.50)                           | 171.8 (6.76)                           | 132.3 (5.21)                           | 255.2 (10.05)                          | 194.4 (7.65)                           | 50.8 (2.00)                            | 5.9 (0.23)                             | 1.383,2 (54.46)                        |
| Số ngày mưa trung bình                 | 2.1                                    | 4.1                                    | 5.1                                    | 7.4                                    | 15.0                                   | 14.3                                   | 14.3                                   | 14.4                                   | 18.1                                   | 16.7                                   | 5.9                                    | 1.3                                    | 118.7                                  |
| Độ ẩm tương đối trung bình (%)         | 74                                     | 76                                     | 77                                     | 77                                     | 79                                     | 79                                     | 79                                     | 80                                     | 82                                     | 82                                     | 74                                     | 70                                     | 77                                     |
| Số giờ nắng trung bình tháng           | 229.4                                  | 211.9                                  | 201.5                                  | 204.0                                  | 155.0                                  | 114.0                                  | 117.8                                  | 114.7                                  | 108.0                                  | 145.7                                  | 189.0                                  | 226.3                                  | 2.017,3                                |
| Số giờ nắng trung bình ngày            | 7.4                                    | 7.5                                    | 6.5                                    | 6.8                                    | 5.0                                    | 3.8                                    | 3.8                                    | 3.7                                    | 3.6                                    | 4.7                                    | 6.3                                    | 7.3                                    | 5.5                                    |
| Nguồn 1:                               |                                        |                                        |                                        |                                        |                                        |                                        |                                        |                                        |                                        |                                        |                                        |                                        |                                        |
| Nguồn 2:                               |                                        |                                        |                                        |                                        |                                        |                                        |                                        |                                        |                                        |                                        |                                        |                                        |                                        |